# Gerard Rond
Gerard Rond   (5 de desembre de 1956) és un ex-pilot de motocròs i enduro neerlandès que tingué renom internacional durant les dècades del 1970 i 1980. Participant assidu al Campionat del Món de motocròs, hi obtingué els seus millors resultats a la categoria dels 125cc com a pilot oficial de Yamaha, especialment la temporada de 1977 en què hi quedà subcampió darrere de Gaston Rahier. Entre 1976 i 1982, participà sis vegades com a membre de l'equip neerlandès en el Motocross des Nations i set en el Trophée des Nations. A banda, aconseguí vuit Campionats dels Països Baixos de motocròs i cinc d'enduro en cilindrades diverses. Cap al final de la seva carrera, participà en quatre edicions del Ral·li Dakar.
El 2005, Rond va fundar a Loon op Zand l'Experience Island, un enclavament turístic vora un llac especialitzat en l'organització d'esdeveniments esportius, lúdics i empresarials.

## Palmarès al Campionat del Món de motocròs
Font:
| Any  | Motocicleta | 500cc | 250cc | 125cc |
| ---- | ----------- | ----- | ----- | ----- |
| 1973 | Sachs       | -     | -     | 12è   |
| 1974 | Rond/Sachs  | -     | -     | 30è   |
| 1975 | Yamaha      | -     | -     | 10è   |
| 1976 | Yamaha      | -     | 24è   | -     |
| 1977 | Yamaha      | -     | -     | 2n    |
| 1978 | Yamaha      | -     | -     | 3r    |
| 1979 | Suzuki      | 10è   | -     | -     |
| 1980 | Suzuki      | 6è    | -     | -     |
| 1981 | KTM         | 7è    | -     | -     |
| 1982 | KTM         | 22è   | -     | -     |
| 1983 | Suzuki      | 12è   | -     | -     |
| 1984 | ?           | -     | -     | -     |
| 1985 | Honda       | 12è   | -     | -     |
| 1986 | KTM         | 24è   | -     | -     |
| 1987 | Kawasaki    | 31è   | -     | -     |

1. ↑  Grup A
2. ↑  Fins al 1974 inclòs no existia el Campionat del món de 125cc, ans la Cup FIM